# Ligne Pékin-Harbin
La ligne Pékin-Harbin ou ligne Jing-Ha (chinois simplifié : 京哈铁路 ; chinois traditionnel : 京哈鐵路 ; pinyin : jīnghā tiělù) est la ligne ferroviaire connectant la ville de Pékin avec la ville de Harbin, capitale de la province du Heilongjiang. Elle fait 1 249 km.